# BPM-97
BPM-97 (Boyevaya Pogranichnaya Mashina - "Xe chiến đấu của Lực lượng biên phòng ") hay Выстрел (Vystrel) là tên định danh của quân đội Nga cho xe bọc thép bánh lốp 4x4 KAMAZ 43269 Vystrel. Hiện nó vẫn đang trong giai đoạn mẫu thử và hai chiếc được trang bị các tháp pháo khác nhau giống như BTR-80A. Xe dựa trên KAMAZ-43269 và trang bị cho Bộ đội Biên phòng Nga. Mẫu mới nhất có cửa kính chống đạn và không có tháp súng. Hiện ngoài Nga có Kazakhstan đặt mua loại xe này.

## Quốc gia sử dụng
- Nga
- Kazakhstan

|  |  |  |